# Ilex laevigata
Ilex laevigata är en järneksväxtart som först beskrevs av Frederick Traugott Pursh, och fick sitt nu gällande namn av Samuel Frederick Gray. Ilex laevigata ingår i släktet järnekar, och familjen järneksväxter. Inga underarter finns listade i Catalogue of Life.